# Lin Po-čchü
Lin Po-čchü (čínsky pchin-jinem Lín Bóqú, znaky 林伯渠; 20. března 1886 — 29. května 1960) byl čínský komunistický politik, od 40. let člen vedení Komunistické strany Číny. Do politiky se zapojil na studiích v Japonsku (1904–1906), kdy vstoupil do Čínské aliance, později se stal členem  Kuomintangu a roku 1921 patřil k zakládajícím členům Komunistické strany Číny. Do roku 1927 byl funkcionářem a ministrem Kuomintangu, po rozpadu první jednotné fronty se přidal ke komunistům. Na přelomu 20. a 30. let studoval v Sovětském svazu, poté se podílel na vedení Čínské sovětské republiky, účastnil se Dlouhého pochodu, vedl vládu pohraniční oblasti Šen-si-kan-su-Ning-sia. V letech 1936–1949 opakovaně zastupoval KS Číny na jednáních s Kuomintangem. Od roku 1945 byl členem politbyra ÚV KS Číny. Jako generální sekretář ústřední lidové vlády se podílel na přípravě a sestavení prvních orgánů Čínské lidové republiky, od roku 1954 byl místopředsedou stálého výboru Všečínského shromáždění lidových zástupců (čínského parlamentu).

## Život

### Mládí, v Kuomintagu
Lin Po-čchü, rodným jménem Lin Cu-chan (čínsky pchin-jinem Lín Zǔhán, znaky 林祖涵), se narodil roku 1886 v Lin-fengu ve severním Chu-nanu, poblíž Čchang-te, v rodině vesnického učitele. Krátce navštěvoval pedagogickou školu v Chu-nanu, roku 1904 získala stipendium na studium v Tokiu a odcestoval do Japonska. Na tokijské škole se připojil k Čínské alianci (resp. později Kuomintangu), revoluční skupině založené Sunjatsenem. Po návratu do Číny ho roku 1907 Sunjatsen poslal na severovýchod země, do provincie Ťi-lin, kde vyučoval a organizoval ilegální revoluční aktivity. Roku 1911 se vrátil do Chu-nanu a účastnil se čínské revoluce. Postavil se proti režimu Jüan Š’-kchaje a roku 1913 byl nucen prchnout do Japonska. Roku 1916 se vrátil do Číny a stal se tajemníkem generála Čcheng Čchiena, velitele nacionalistických vojsk v Chu-nanu. I nadále aktivně pracoval v Kuomintangu, roku 1921, krátce po jejím založení, vstoupil do Komunistické strany Číny.
V první polovině 20. let se soustředil na politickou práci v Kuomintangu, roku 1922 se podílel na formulování politiky Sunjatsena jako jeho vedoucí oddělení všeobecných záležitostí. Roku 1925 byl zvolen do ústředního výkonného výboru Kuomintangu i do jeho politické rady. Během Severního pochodu působil jako komisař 6. armády (které velel Čcheng Čchien). Vrcholem Lin Po-čchüovy kuomintangské kariéry byla funkce ministra zemědělství v kuomintangské vládě.

### V komunistické straně
Při roztržce Kuomintangu a KS Číny roku 1927 se postavil na stranu komunistů, koncem roku 1927 se zúčastnil povstání v Nan-čchangu. Krátce poté odjel do Moskvy studovat na Sunjatsenově univerzitě. Do Číny se vrátil roku 1933, odešel do ťiangsiské sovětské oblasti, kde se zapojil do vedení Čínské sovětské republiky, na II. všečínském sjezdu sovětů v lednu 1934 přednesl zprávu o ekonomice sovětské republiky a po sjezdu byl ústředním výkonným výborem zvolen členem předsednictva výboru a lidovým komisařem (tedy ministrem) financí, také předsedal radě pro zemědělství. 
Účastnil se Dlouhého pochodu, po příchodu do Šen-si sloužil v úřadu předsedy finančního a ekonomického výboru severní Šen-si. V sovětské oblasti se Lin Po-čchü stal známým jako jeden z pěti stařešinů z Jen-anu (spolu s Tung Pi-wuem, Sü Tche-lim, Wu Jü-čangem a Sie Ťüe-cajem), skupiny „veteránů revoluce“, ctěných a vysoce respektovaných za své zásluhy a svůj charakter. Z nich byl pouze Lin Po-čchü zapojen do aktuální práce, ostatní měli pouze prestižní funkce bez reálné moci. Jako blízký spolupracovník Sunjatsena a dlouholetý funkcionář Kuomintangu měl v něm i po přechodu ke komunistům nezanedbatelnou autoritu a kontakty, vedení KS Číny ho proto od roku 1936 využívalo při jednáních s kuomintangskou vládou. V roce 1936 pomáhal Čou En-lajovi při jednáních s Čankajškem během Sianského incidentu a v následujících letech pomáhal dohodnout a udržovat druhou jednotnou frontu proti Japoncům.
V únoru 1937 byl pověřen řízením vlády sovětské oblasti Šen-si-Kan-su-Ning-sia. V červenci 1937 odcestoval do Si-anu jako člen komunistické delegace jednající se zástupci Kuomintangu. V souvislosti s reorganizací komunistické administrativy v sovětské oblasti po uzavření druhé jednotné fronty byl v září 1937 jmenován předsedou vlády pohraniční oblasti Šen-si-Kan-su-Ning-sia. V dubnu 1938 ho Čankajšek vybral do kuomintangské Národní politické rady (pracovala ve Wu-chanu, od října 1938 v Čchung-čchingu). V říjnu 1938 byl přibrán do ústředního výboru KS Číny (ovšem už od roku 1937 se jako jeden ze zakládajících členů strany účastnil zasedání politbyra). V říjnu 1940 se vrátil z Čchung-čchingu na komunistické území, do Jen-anu, a převzal řízením vlády pohraniční oblasti. Od února 1942 vedl i nápravnou kampaň ve vládních orgánech , přičemž se snažil omezit její tvrdost (proti opačnému postoji Kchang Šenga) a získal pro to i podporu Mao Ce-tunga. V únoru–listopadu 1944 vedl komunistickou delegaci v Čchung-čchingu na jednáních s nacionalistickou (kuomintangskou) vládou, po jejich neúspěchu se vrátil do Jen-anu.

### Po roce 1945
Roku 1945 byl na VII. sjezdu KS Číny znovuzvolen do ÚV a navíc se stal i členem politbyra. Koncem roku 1948 se vzdal předsednictví vlády pohraničního regionu a pracoval v aparátu ÚV. V březnu 1949, opět ve dvojici s Čou En-lajem, vedl na mírové rozhovory s kuomintangským generálem Čang Č’-čungem v Pekingu. V druhé polovině roku 1949, kdy probíhaly přípravy na vznik Čínské lidové republiky, byl Lin Po-čchü jmenován členem celostátního výboru Čínského lidového politického poradního shromáždění a generálním sekretářem ústřední lidové vlády. V této funkci předsedal slavnostnímu ceremoniálu založení nového státu 1. října 1949.
Po založení ČLR zastával řadu funkcí, ale raději se držel stranou zájmu veřejnosti. V září 1954 byl zvolen místopředsedou stálého výboru Všečínského shromáždění lidových zástupců (parlamentu). V následujících letech podnikal dlouhé inspekční cesty především po venkovských provinciích, počínaje rodným Chu-nanem a pokračujíc Kuang-si, Ťiang-si, Chu-pejem, Šan-si, Vnitřním Mongolskem a Ning-sia. Ve vedení KS Číny zůstal i po VIII. sjezdu KS Číny (1956), když byl znovuzvolen do ÚV i politbyra. Roku 1959 byl znovuzvolen místopředsedou stálého výboru Všečínského shromáždění lidových zástupců.
Lin Po-čchü zemřel po dlouhé nemoci v pekingské nemocnici 26. května 1960. Je pohřben na Papaošanském revolučním hřbitově v Pekingu spolu s dalšími vůdci první generace KS Číny, jako byli Ču Te, Žen Pi-š’, Pcheng Te-chuaj a Čchen Jün.